# Bérig-Vintrange
Bérig-Vintrange è un comune francese di 241 abitanti situato nel dipartimento della Mosella nella regione del Grand Est.

## Società

### Evoluzione demografica
Abitanti censiti